# Hoosier Hill
Der Hoosier Hill ist mit seinen 383 Metern die höchste natürliche Erhebung des Wayne County und des amerikanischen US-Bundesstaates Indiana. Er befindet sich im Dearborn Upland, einem Hügelland im Osten Indianas.
Im Jahre 2005 wurde eine Picknick-Stelle errichtet und der höchste Punkt wurde erstmals gekennzeichnet. Das Gebiet, auf welchem sich Hoosier Hill befindet, steht bis heute unter Privatbesitz.